# Turek (comune rurale)
Turek è un comune rurale polacco del distretto di Turek, nel voivodato della Grande Polonia.
Ricopre una superficie di 109,42 km² e nel 2004 contava 7 404 abitanti.
Il capoluogo è Turek, che non fa parte del territorio ma costituisce un comune a sé.

## Località
- Albertów
- Budy Słodkowskie
- Chlebów
- Cisew
- Cisew Mały
- Dzierżązna
- Grabieniec
- Kaczki Średnie
- Kalinowa
- Korytków
- Kowale Księże
- Obrębizna
- Obrzębin
- Pęcherzew
- Słodków
- Słodków-Kolonia
- Szadów Księży
- Szadów Pański
- Szadowskie Góry
- Turkowice
- Warenka
- Wietchinin
- Wrząca
- Żuki